# Lactobacillus gasseri
Lactobacillus gasseri è una specie di batterio appartenente alla famiglia delle Lactobacillaceae.